# LEXX
LEXX is het fictieve ruimteschip uit de televisieserie Lexx: The Dark Zone. De LEXX is ongeveer 10 kilometer lang.

## Biotechnische informatie
De LEXX is een biologisch gecreëerd, levend ruimteschip in de vorm van een vleugelloze libel. Het werd gevoed door organen van veroordeelden door de Divine Order op de Cluster, de regeringszetel van His Dive Shadow, heerser over 20.000 planeten in het Licht-universum. De LEXX was bedoeld als strategisch wapen om rebellerende werelden te dwingen zich over te geven. De LEXX heeft zoveel aanvalskracht dat niet meewerkende planeten eventueel kunnen worden opgeblazen.
De LEXX is een levend wezen met een lage basisintelligentie, vergelijkbaar met die van een hond. Het is niet helemaal duidelijk welk geslacht de LEXX heeft, maar waarschijnlijk is hij hermafrodiet. Het schipwezen kan duizenden jaren oud worden. De LEXX gehoorzaamt diegene die 'De Sleutel', een biocodering, bezit. (De sleutel kwam per ongeluk (letterlijk) in handen van Stanley Tweedle, die met enkele ontsnapte veroordeelden met het schip vluchtte naar de 'Dark Zone'.)
De LEXX moet zichzelf voeden om genoeg energie voor voortstuwing, wapen en voedselproductie voor de bemanning op te wekken. Hiervoor landt het schip op een planeet, waar het organisch voedsel inneemt. In het gigantische schip kan de bemanning zich verplaatsen met zogenaamde 'Motten', biologische vliegmachines. Deze kunnen ook worden gebruikt voor korte ruimtevluchten en reisjes naar dichtbijzijnde planeten.

## Tactische informatie
Het enige wapen van de LEXX is een gefocuste deeltjesgolf die in één enkele ontlading andere ruimteschepen of zelfs een planeet uit elkaar kan laten spatten. Later leert het schip zichzelf om de kracht van de golf aan te passen, waarna ook niet-dodelijke golven kunnen worden uitgezonden. 
De LEXX heeft geen afweerschilden en geen bepantsering, waardoor het extreem kwetsbaar voor vijandelijke aanvallen is. Vooral het zachte, organische exoskelet en de facet-oogbollen zijn zeer kwetsbaar. Ook heeft het geen interne beveiligingen, waardoor het schip erg makkelijk ingenomen kan worden.